# Mistrzostwa świata w koszykówce kobiet
Mistrzostwa świata w koszykówce kobiet (FIBA World Championship for Women) – stworzone przez Międzynarodową Federację Koszykówki (FIBA) i po raz pierwszy rozegrane w Chile w 1953.
Reprezentacja Polski na mistrzostwach świata grała trzy razy: 1959 (5. miejsce), 1983 (7. miejsce), 1994 (13. miejsce).

## Medalistki
| Rok  | Gospodarz         | Złoto             | Srebro            | Brąz              |
| ---- | ----------------- | ----------------- | ----------------- | ----------------- |
| 1953 | Chile             | Stany Zjednoczone | Chile             | Francja           |
| 1957 | Brazylia          | Stany Zjednoczone | ZSRR              | Czechosłowacja    |
| 1959 | Związek Radziecki | ZSRR              | Bułgaria          | Czechosłowacja    |
| 1964 | Peru              | ZSRR              | Czechosłowacja    | Bułgaria          |
| 1967 | Czechosłowacja    | ZSRR              | Korea Południowa  | Czechosłowacja    |
| 1971 | Brazylia          | ZSRR              | Czechosłowacja    | Brazylia          |
| 1975 | Kolumbia          | ZSRR              | Japonia           | Czechosłowacja    |
| 1979 | Korea Południowa  | Stany Zjednoczone | Korea Południowa  | Kanada            |
| 1983 | Brazylia          | ZSRR              | Stany Zjednoczone | Chiny             |
| 1986 | Związek Radziecki | Stany Zjednoczone | ZSRR              | Kanada            |
| 1990 | Malezja           | Stany Zjednoczone | Jugosławia        | Kuba              |
| 1994 | Australia         | Brazylia          | Chiny             | Stany Zjednoczone |
| 1998 | Niemcy            | Stany Zjednoczone | Rosja             | Australia         |
| 2002 | Chiny             | Stany Zjednoczone | Rosja             | Australia         |
| 2006 | Brazylia          | Australia         | Rosja             | Stany Zjednoczone |
| 2010 | Czechy            | Stany Zjednoczone | Czechy            | Hiszpania         |
| 2014 | Turcja            | Stany Zjednoczone | Hiszpania         | Australia         |
| 2018 | Hiszpania         | Stany Zjednoczone | Australia         | Hiszpania         |
| 2022 | Australia         | Stany Zjednoczone | Chiny             | Australia         |